# Elaeocarpus wallichii
Elaeocarpus wallichii är en tvåhjärtbladig växtart som beskrevs av Wilhelm Sulpiz Kurz. Elaeocarpus wallichii ingår i släktet Elaeocarpus och familjen Elaeocarpaceae. Inga underarter finns listade i Catalogue of Life.